# Canton des Monts du Livradois
Le canton des Monts du Livradois est une circonscription électorale française du département du Puy-de-Dôme créée par le décret du 21 février 2014 et entrée en vigueur lors des premières élections départementales suivant la publication du décret.

## Histoire
Un nouveau découpage territorial du Puy-de-Dôme entre en vigueur à l'occasion des élections départementales de 2015. Il est défini par le décret du 21 février 2014, en application des lois du 17 mai 2013 (loi organique 2013-402 et loi 2013-403). Les conseillers départementaux sont, à compter de ces élections, élus au scrutin majoritaire binominal mixte. Les électeurs de chaque canton élisent au Conseil départemental, nouvelle appellation du Conseil général, deux membres de sexe différent, qui se présentent en binôme de candidats. Les conseillers départementaux sont élus pour 6 ans au scrutin binominal majoritaire à deux tours, l'accès au second tour nécessitant 12,5 % des inscrits au 1er tour. En outre la totalité des conseillers départementaux est renouvelée. Ce nouveau mode de scrutin nécessite un redécoupage des cantons dont le nombre est divisé par deux avec arrondi à l'unité impaire supérieure si ce nombre n'est pas entier impair, assorti de conditions de seuils minimaux. Dans le Puy-de-Dôme, le nombre de cantons passe ainsi de 61 à 31.
Le nouveau canton des Monts du Livradois est formé de communes des anciens cantons de Saint-Germain-l'Herm (10 communes), de Courpière (8 communes), de Cunlhat (4 communes), de Saint-Amant-Roche-Savine (5 communes), de Olliergues (6 communes), de Saint-Dier-d'Auvergne (4 communes) et de Lezoux (1 commune). Avec ce redécoupage administratif, le territoire du canton s'affranchit des limites d'arrondissements, avec 25 communes incluses dans l'arrondissement d'Ambert, 9 dans l'arrondissement de Thiers et 4 dans l'arrondissement de Clermont-Ferrand. Le bureau centralisateur est situé à Courpière.

## Représentation
| Période élective | Période élective | Mandat | Mandat   | Identité         | Nuance | Nuance | Qualité |
| ---------------- | ---------------- | ------ | -------- | ---------------- | ------ | ------ | --- |
| 2015             | 2021             | 2015   | 2021     | Jean-Luc Coupat  |        | DVG    | Fonctionnaire Maire de Saint-Éloy-la-Glacière Ancien conseiller général du canton de Saint-Amant-Roche-Savine (2004-2015)                                                                                                  |
| 2015             | 2021             | 2015   | 2021     | Dominique Giron  |        | DVG    | Agent de développement au parc naturel régional Livradois-Forez Maire de Condat-lès-Montboissier Ancienne conseillère générale du canton de Saint-Germain-l'Herm (2004-2015) 6ème Vice-Présidente du conseil départemental |
| 2021             | 2028             | 2021   | en cours | Aude Burias      |        | DVG    | Professeure de collège Conseillère municipale de Courpière |
| 2021             | 2028             | 2021   | en cours | Éric Dubourgnoux |        | PCF    | Agent SNCF en détachement Maire de Saint-Gervais-sous-Meymont (depuis 2008) |

### Résultats détaillés

#### Élections de mars 2015
À l'issue du 1er tour des élections départementales de 2015, deux binômes sont en ballottage : Ghislaine Dubien et Eric Dubourgnoux (FG, 29,45 %) et Jean-Luc Coupat et Dominique Giron (Union de la Gauche, 25,01 %). Le taux de participation est de 57,24 % (8 707 votants sur 15 212 inscrits) contre 52,8 % au niveau départemental et 50,17 % au niveau national.
Au second tour, Jean-Luc Coupat et Dominique Giron (Union de la Gauche) sont élus avec 50,85 % des suffrages exprimés et un taux de participation de 55,34 % (3 635 voix pour 8 418 votants et 15 212 inscrits).
Jean-Luc Coupat et Dominique Giron sont membres du groupe socialiste, radical et républicain (majorité départementale).

#### Élections de juin 2021
Le premier tour des élections départementales de 2021 est marqué par un très faible taux de participation (33,26 % au niveau national). Dans le canton des Monts du Livradois, ce taux de participation est de 40,41 % (6 063 votants sur 15 003 inscrits) contre 36,11 % au niveau départemental. À l'issue de ce premier tour, deux binômes sont en ballottage : Aude Burias et Éric Dubourgnoux (Union à gauche, 46,26 %) et Rachel Bournier et Marc Menager (DVG, 37,5 %).
Le second tour des élections est marqué une nouvelle fois par une abstention massive équivalente au premier tour. Les taux de participation sont de 34,36 % au niveau national, 37,4 % dans le département et 42,1 % dans le canton des Monts du Livradois. Aude Burias et Éric Dubourgnoux (Union à gauche) sont élus avec 56 % des suffrages exprimés (3 239 voix pour 6 316 votants et 15 003 inscrits),,.

## Composition
Le nouveau canton des Monts du Livradois comprend trente-huit communes entières.
| Nom                               | Code Insee | Intercommunalité           | Superficie (km2) | Population (dernière pop. légale) | Densité (hab./km2) | Modifier                                    |
| --------------------------------- | ---------- | -------------------------- | ---------------- | --------------------------------- | ------------------ | ------------------------------------------- |
| Courpière (bureau centralisateur) | 63125      | CC Thiers Dore et Montagne | 31,82            | 4 109 (2022)                      | 129                | modifier les données · modifier les données |
| Aix-la-Fayette                    | 63002      | CC Ambert Livradois Forez  | 13,00            | 99 (2022)                         | 7,6                | modifier les données · modifier les données |
| Aubusson-d'Auvergne               | 63015      | CC Thiers Dore et Montagne | 6,79             | 216 (2022)                        | 32                 | modifier les données · modifier les données |
| Augerolles                        | 63016      | CC Thiers Dore et Montagne | 33,01            | 864 (2022)                        | 26                 | modifier les données · modifier les données |
| Auzelles                          | 63023      | CC Ambert Livradois Forez  | 33,42            | 388 (2022)                        | 12                 | modifier les données · modifier les données |
| Bertignat                         | 63037      | CC Ambert Livradois Forez  | 24,31            | 471 (2022)                        | 19                 | modifier les données · modifier les données |
| Brousse                           | 63056      | CC Ambert Livradois Forez  | 22,45            | 358 (2022)                        | 16                 | modifier les données · modifier les données |
| Le Brugeron                       | 63057      | CC Ambert Livradois Forez  | 27,42            | 242 (2022)                        | 8,8                | modifier les données · modifier les données |
| Ceilloux                          | 63065      | CC Ambert Livradois Forez  | 8,99             | 174 (2022)                        | 19                 | modifier les données · modifier les données |
| Chambon-sur-Dolore                | 63076      | CC Ambert Livradois Forez  | 19,70            | 143 (2022)                        | 7,3                | modifier les données · modifier les données |
| La Chapelle-Agnon                 | 63086      | CC Ambert Livradois Forez  | 26,08            | 351 (2022)                        | 13                 | modifier les données · modifier les données |
| Condat-lès-Montboissier           | 63119      | CC Ambert Livradois Forez  | 20,52            | 230 (2022)                        | 11                 | modifier les données · modifier les données |
| Cunlhat                           | 63132      | CC Ambert Livradois Forez  | 29,55            | 1 301 (2022)                      | 44                 | modifier les données · modifier les données |
| Domaize                           | 63136      | CC Ambert Livradois Forez  | 14,60            | 377 (2022)                        | 26                 | modifier les données · modifier les données |
| Échandelys                        | 63142      | CC Ambert Livradois Forez  | 23,59            | 249 (2022)                        | 11                 | modifier les données · modifier les données |
| Fayet-Ronaye                      | 63158      | CC Ambert Livradois Forez  | 20,25            | 107 (2022)                        | 5,3                | modifier les données · modifier les données |
| Fournols                          | 63162      | CC Ambert Livradois Forez  | 29,02            | 315 (2022)                        | 11                 | modifier les données · modifier les données |
| Grandval                          | 63174      | CC Ambert Livradois Forez  | 9,83             | 119 (2022)                        | 12                 | modifier les données · modifier les données |
| Marat                             | 63207      | CC Ambert Livradois Forez  | 30,10            | 805 (2022)                        | 27                 | modifier les données · modifier les données |
| Le Monestier                      | 63230      | CC Ambert Livradois Forez  | 17,31            | 239 (2022)                        | 14                 | modifier les données · modifier les données |
| Néronde-sur-Dore                  | 63249      | CC Thiers Dore et Montagne | 8,93             | 485 (2022)                        | 54                 | modifier les données · modifier les données |
| Olliergues                        | 63258      | CC Ambert Livradois Forez  | 16,41            | 736 (2022)                        | 45                 | modifier les données · modifier les données |
| Olmet                             | 63260      | CC Thiers Dore et Montagne | 15,54            | 180 (2022)                        | 12                 | modifier les données · modifier les données |
| La Renaudie                       | 63298      | CC Thiers Dore et Montagne | 18,02            | 131 (2022)                        | 7,3                | modifier les données · modifier les données |
| Saint-Amant-Roche-Savine          | 63314      | CC Ambert Livradois Forez  | 23,99            | 532 (2022)                        | 22                 | modifier les données · modifier les données |
| Saint-Bonnet-le-Bourg             | 63323      | CC Ambert Livradois Forez  | 20,04            | 180 (2022)                        | 9,0                | modifier les données · modifier les données |
| Saint-Bonnet-le-Chastel           | 63324      | CC Ambert Livradois Forez  | 23,47            | 205 (2022)                        | 8,7                | modifier les données · modifier les données |
| Saint-Éloy-la-Glacière            | 63337      | CC Ambert Livradois Forez  | 12,02            | 63 (2022)                         | 5,2                | modifier les données · modifier les données |
| Saint-Flour-l'Étang               | 63343      | CC Thiers Dore et Montagne | 9,45             | 272 (2022)                        | 29                 | modifier les données · modifier les données |
| Saint-Germain-l'Herm              | 63353      | CC Ambert Livradois Forez  | 36,68            | 488 (2022)                        | 13                 | modifier les données · modifier les données |
| Saint-Gervais-sous-Meymont        | 63355      | CC Ambert Livradois Forez  | 10,17            | 214 (2022)                        | 21                 | modifier les données · modifier les données |
| Saint-Pierre-la-Bourlhonne        | 63384      | CC Ambert Livradois Forez  | 11,89            | 135 (2022)                        | 11                 | modifier les données · modifier les données |
| Sainte-Catherine                  | 63328      | CC Ambert Livradois Forez  | 5,67             | 55 (2022)                         | 9,7                | modifier les données · modifier les données |
| Sauviat                           | 63414      | CC Thiers Dore et Montagne | 15,62            | 587 (2022)                        | 38                 | modifier les données · modifier les données |
| Sermentizon                       | 63418      | CC Thiers Dore et Montagne | 18,41            | 589 (2022)                        | 32                 | modifier les données · modifier les données |
| Tours-sur-Meymont                 | 63434      | CC Ambert Livradois Forez  | 18,09            | 538 (2022)                        | 30                 | modifier les données · modifier les données |
| Vertolaye                         | 63454      | CC Ambert Livradois Forez  | 10,76            | 551 (2022)                        | 51                 | modifier les données · modifier les données |
| Vollore-Ville                     | 63469      | CC Thiers Dore et Montagne | 30,41            | 714 (2022)                        | 23                 | modifier les données · modifier les données |
| Canton des Monts du Livradois     | 6322       |                            | 747,33           | 17 812 (2022)                     | 24                 | modifier les données                        |

## Démographie
En 2022, le canton comptait 17 812 habitants, en évolution de +0,34 % par rapport à 2016 (Puy-de-Dôme : +2,1 %, France hors Mayotte : +2,11 %).
| 2013   | 2018   | 2022   |
| ------ | ------ | ------ |
| 17 860 | 17 640 | 17 812 |